# 대한민국 형법 제4조
대한민국 형법 제4조는 국외에 있는 내국선박 등에서 외국인이 범한 죄에 대한 형법총칙의 조문이다. 형법 제2조와 제3조의 속지 속인주의를 보충하여 기국주의 원칙을 선언하고 있다. 

## 조문
제4조(국외에 있는 내국선박 등에서 외국인이 범한 죄) 본법은 대한민국영역외에 있는 대한민국의 선박 또는 항공기내에서 죄를 범한 외국인에게 적용한다.

## 비교 조문
일본형법 제1조(국내범) ① 이 법률은 일본 국내에서 죄를 범한 모든 자에게 적용한다.
② 일본 국외에 있는 일본선박 또는 일본항공기 내에서 죄를 범한 자에 대하여도 전항과 같다.
[소22(1947년) 법124 본조개정, 소29(1954년) 법57 제2항 개정]

## 사례
- 인도인인 G가 미국의 공항에서 영국인 A를 살해하기 위해 총격을 가하여 A는 총상을 입고 이륙 직전의 대한민국 국적의 항공기 내로 피신하였으나 항공기 안에서 과다출혈로 사망한 경우, G에게 한국 형법을 적용할 수 있다.
- 외국인 X가 공해상을 운항 중인 우리나라 배에서 다른 외국인 선원의 지갑을 훔친 경우 한국 형법을 적용할 수 있다.
- 한국 국적기인 대한항공 여객기에서 술에 취해서 난동을 부린 미국 국적의 가수에 대해 한국 형법이 적용된다.[1]
- 소말리아 해적이 한국 국적의 상선 삼호주얼리호를 납치하고 한국 선원을 공격한 경우 한국 형법에 따라 처벌이 가능하다.[2]

## 판례
- 북한도 대한민국의 영토에 속하는 것이 분명하므로 독일 국적을 가진 피고인이 북한의 지령을 받기 위하여 독일 베를린을 출발하여 북한 평양에 들어간 이 부분 공소사실 중 피고인이 독일 국적을 취득한 1993. 8. 18. 이후의 각 특수탈출의 점은 제3국과 대한민국 영역 내에 걸쳐서 이루어진 것이고, 이와 같은 경우에는 비록 피고인이 독일 국적을 가진 외국인이라고 하더라고 형법 제2조, 제4조에 의하여 대한민국의 형벌법규가 적용된다[3]
- 캐나다 국적을 가진 피고인이 북한의 지령을 받기 위하여 캐나다 토론토를 출발하여 일본과 중국을 순차 경유하여 북한 평양에 들어간 행위는 제3국과 대한민국 영역 내에 걸쳐서 이루어진 것이고, 피고인이 북한의 지령을 받고 국내에 잠입하여 활동하던 중 그 목적수행을 위하여 서울 김포공항에서 대한항공편으로 중국 북경으로 출국한 후 중국 북경에서 북한 평양으로 들어간 행위는 대한민국 영역 내와 대한민국 영역 외에 있는 대한민국의 항공기 내 및 대한민국의 통치권이 미치지 아니하는 제3국에 걸쳐서 이루어진 것이라고 할 것인바, 이와 같은 경우에는 비록 피고인이 캐나다 국적을 가진 외국인이라고 하더라도 형법 제2조, 제4조에 의하여 대한민국의 형벌법규가 적용되어야 할 것이다[4]

## 참고 문헌
- 김재윤, 손동권, 『새로운 형법각론』, 율곡출판사, 2013. ISBN 9788997428342

## 주요 사건
- 대한항공 086편 회항 사건
- 페스카마호 사건

## 같이 보기
- 기국주의
- 해상강도죄
- 선박 및 해상구조물에 대한 위해행위 처벌에 관한 법률
- 선박납치죄
- 국가보안법